# Ardo (torrente)

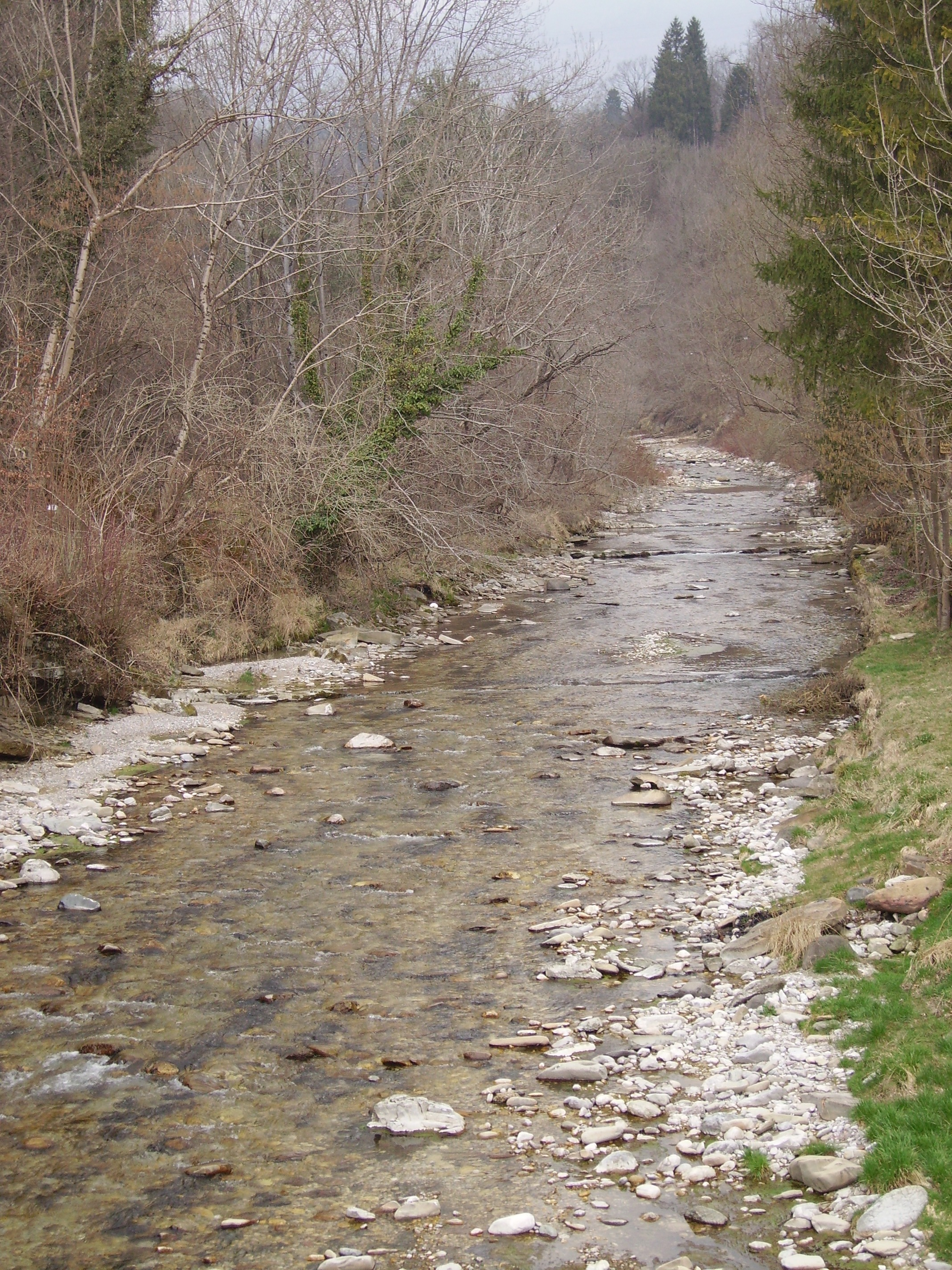
L'Ardo a Fisterre

L'Ardo è un corso d'acqua a carattere torrentizio della provincia di Belluno. Nasce dal monte Schiara nei pressi del rifugio Settimo Alpini, all'interno del Parco nazionale delle Dolomiti Bellunesi. Il suo corso, di circa 12 chilometri, si snoda interamente all'interno del comune di Belluno.
Lungo i primi chilometri il torrente comincia il suo percorso levigando la roccia e formando numerose pozze fonde anche alcuni metri. Subito a valle del ponte del Mariano (dedicato all'ultimo pastore della Schiara) riceve sulla sinistra le acque del Rui Fret, che scorre alle pendici del versante settentrionale del monte Serva. Il corso del torrente entra poi in una profonda valle. A circa metà del suo cammino, a monte di Gioz, riceve le acque del torrente Medon, suo principale tributario (affluente di destra lungo 5 chilometri che scorre tra la Pala Alta e il monte Terne) e ha già coperto oltre mille metri di dislivello (è a 460 m s.l.m.): ne rimangono ora poco più di duecento per arrivare a sfociare nel Piave (a circa 335 m s.l.m.) nei pressi di Belluno. Gli ultimi chilometri del torrente, a partire da Fisterre, dividono in due la città: sulla sinistra Cavarzano e l'Oltrardo, sulla destra il centro.
Il torrente nel corso dei secoli ha rivestito notevole rilevanza storica per la città di Belluno, così come il Piave: lungo il suo corso sorsero la pescicultura di Fisterre, oggi in disuso, e proprio da Fisterre partiva la roggia (ormai scomparsa) che scendeva a Borgo Pra, cuore dell'economia artigianale fino alla metà del XX secolo, e poi fino al porto di Borgo Piave, dove alimentava altre attività economiche.